# Machecoul
Machecoul là một xã thuộc tỉnh Loire-Atlantique, trong vùng Pays de la Loire ở phía tây nước Pháp. Xã này nằm ở khu vực có độ cao trung bình 5 mét trên mực nước biển. Theo điều tra dân số năm 2006 của INSEE, xã có dân số 5732 người.

## Người dân nổi tiếng
Machecoul là nơi sinhh của:
- Gilles de Rais
- Marc Eliard
- Cédric Michaud
- Mickaël Landreau
- David Leray